# .mn
.mm دامنه اینترنتی اختصاص داده شده به مغولستان است.